# Inconnu à cette adresse
Pour les articles homonymes, voir Inconnu à cette adresse (homonymie) et Address Unknown.
Inconnu à cette adresse (titre original en anglais : Address Unknown) est le premier livre de l'écrivaine américaine Kathrine Kressmann Taylor, écrit sous le nom de plume Kressmann Taylor, publié pour la première fois dans sa version intégrale dans le magazine littéraire Story (en) en 1938 aux États-Unis, soit un an avant le déclenchement de la Seconde Guerre mondiale.
Ce récit prend la forme d'une correspondance épistolaire fictive étalée du 12 novembre 1932 au 18 mars 1934 entre deux très bons amis, Martin Schulse, 40 ans, Allemand marié et père de trois garçons, et Max Eisenstein, 40 ans, célibataire d'origine juive, associés de longue date dans une affaire prospère de commerce de tableaux à San Francisco, la Galerie Schulse-Eisenstein. En 1932, Martin retourne vivre à Munich et échange avec son ami et associé.

## Résumé
Allemagne, 1932. Martin Schulse, sa femme et leurs enfants sont allemands « de souche ». Max est un juif américain vivant à San Francisco d'origine allemande. Ils sont amis, et vendeurs de tableaux. La sœur de Max, une comédienne prénommée Griselle, a été la maîtresse de Martin. Martin repart en Allemagne pour y vivre et échange des lettres avec Max régulièrement. Martin est de plus en plus tenté par le nazisme montant ; il écrit : « Franchement, Max, je crois qu’à nombre d’égards, Hitler est bon pour l’Allemagne, mais je n’en suis pas sûr ; […] il possède une force que seul peut avoir un grand orateur doublé d’un fanatique. Mais je m’interroge : est-il complètement sain d'esprit ? ». 
Martin monte en grade dans la société nazie et finalement, en 1933, renie son amitié pour Max et lui annonce qu'il ne peut ni ne veut plus correspondre avec un juif, notamment en raison de la censure et de la police politique qui lit tous les courriers. Max lui écrit pourtant encore une dernière fois, pour lui demander de veiller sur sa sœur, Griselle qui vient de se produire sur la scène berlinoise. La dernière lettre de Max adressée à sa sœur lui est retournée avec la mention inconnu à cette adresse, ce qui signifie qu'elle a sans doute disparu. Max s'inquiète, tandis que Martin lui écrit avec mépris que Griselle s'est « conduite comme une imbécile », et que, poursuivie par une patrouille nazie, elle a couru trouver refuge chez lui. Martin lui a ouvert sa porte, Griselle a demandé à Martin de l'aider, mais il lui a répondu qu'il ne pouvait pas l'héberger mais qu'elle pouvait courir de l'autre côté du parc. Mais les SA l'ont attrapée et l'ont tuée.
La réaction de Max est à la hauteur de son désespoir, et sa vengeance est de faire subir le même sort à Martin. Il lui écrit, sachant que la police nazie surveille le courrier, en lui inventant une famille juive et en faisant croire à la censure qu'il y a un code entre Max et Martin. Par des messages en codes grossiers (reproductions « Picasso, 17 par 81, en rouge », « Rubens, 15 par 204, en bleu et jaune ») pour que les nazis croient à un langage codé. Martin répond désespéré, avec les mêmes supplications que lui avait adressées Max pour sauver sa sœur, qu'il ne faut pas lui écrire ainsi, qu'il risque sa vie si on le fait passer pour juif et comploteur. Mais Max continue inexorablement d'envoyer ses lettres, jusqu'à ce qu'il en reçoive une dernière, avec la même mention, synonyme de capture et de mort : « inconnu à cette adresse ».

## Adaptations

### 2001
- Au Théâtre de la Pépinière Opéra (création le 12 septembre), création mondiale. Ce fut la première création au théâtre[1]. Douglas Taylor (fils de l'autrice) a honoré les créateurs de sa présence.
  - Mise en scène : Françoise Petit-Balmer
  - Décor : Jean Bauer
  - Musique : Alexandre Desplat
  - Max Eisenstein : Éric Laugérias
  - Martin Schulse : Matthieu Rozé

- À la Cour des Trois Coquins à Clermont-Ferrand (création en novembre), par la Compagnie D.F.
  - Mise en scène : Dominique Freydefont
  - Max Eisenstein : Thierry Robert
  - Martin Schulse : Cyril Crepet

### 2008
- Pascal Philippon et Roland Marcuola et la compagnie de théâtre mosellane Les Uns, Les Unes[2].

### Au théâtre Antoine
Une adaptation de Michèle Levy-Bram dans une mise en scène de Delphine de Malherbe au théâtre Antoine.

#### 2012
- Janvier : Gérard Darmon et Dominique Pinon
- Février : Thierry Frémont et Nicolas Vaude
- Mars : Thierry Lhermitte et Patrick Timsit
- Mai : Samuel Le Bihan et Bruno Solo
- Septembre : Richard Berry et Franck Dubosc
- Octobre : Stéphane Guillon et Gaspard Proust
- Novembre : Jean-Paul Rouve et Élie Semoun
- Décembre : Pascal Elbé et Stéphane Guillon

#### 2013
- Janvier : Michel Boujenah et Charles Berling
- Février : Charles Berling et Gérard Darmon
- Mars : Jean Benguigui et Martin Lamotte
- Avril : François Rollin et Ariel Wizman
- Septembre : Patrick Timsit et Tchéky Karyo
- Octobre: Thierry Frémont et Patrick Chesnais
- Novembre : Francis Lalanne et Dominique Pinon
- Décembre : Jean-Pierre Darroussin et Éric Elmosnino
- Décembre : Patrick Timsit et Thierry Lhermitte

#### 2014
- Novembre - décembre : Bruno Solo et Stéphane Guillon ; le spectacle reçoit le Globe de cristal 2013 de la meilleure pièce de théâtre[4].

#### 2017
- Octobre : Francis Huster et Thierry Lhermitte (à l'occasion du Premier festival du théâtre français en Israël)

#### 2024
A partir de mars 2024, le Théâtre Antoine reprend la pièce dans une nouvelle mise en scène signée Jérémie Lippmann
- Mars : Jean-Pierre Darroussin et Stéphane Guillon
- Octobre à décembre : Jean-Pierre Darroussin et Stéphane Guillon

#### 2025
- Janvier : Pascal Elbé et Stéphane Guillon